# リトル・ジョー (映画)
『リトル・ジョー』（原題：Little Joe）は、2019年制作のオーストリア・イギリス・ドイツのスリラー映画。
第72回カンヌ国際映画祭コンペティション部門出品。主演のエミリー・ビーチャムが女優賞を受賞した。

## あらすじ
シングルマザーで植物研究者のアリスは「幸せになる香り」を放つ新種の植物を開発、息子の名前から取って「リトル・ジョー」と命名、一鉢を自宅に持ち帰る。しかし、ジョーを始めその花の香りを嗅いだ者たちは奇妙な行動をとるようになる。

## キャスト
- アリス：エミリー・ビーチャム
- クリス：ベン・ウィショー
- ベラ：ケリー・フォックス
- ジョー：キット・コナー
- カール：デヴィッド・ウィルモット
- リアン・ベスト
- リンジー・ダンカン
- ゴラン・コスティッチ